# Antoine Ranc
Pour les articles homonymes, voir Ranc.
Antoine Ranc, né vers 1634 à Montpellier et mort le 4 mars 1716 dans la même ville, est un peintre français.

## Biographie
Il est le fils d'Antoine Ranc et de Marguerite Solié. Il devient élève du Flamand Jean Zueil, surnommé « le Français » qui amène probablement dans la cité languedocienne la manière des peintres du Nord. On prête d'ailleurs à Antoine Ranc un apprentissage auprès du beau-frère de Zueil, « le poussiniste » Samuel Boissière (1620-1703).
Ranc entreprend alors son voyage à Rome vers 1654, en compagnie de François Bertrand, un autre peintre montpelliérain, lequel tient le troisième fils d'Antoine sur les fonts baptismaux en 1677.
Dès 1667, on retrouve Antoine Ranc dans sa ville natale où il reçoit la prestigieuse commande du grand tableau destiné au maître-autel de l’église Notre-Dame des Tables. En 1671, le jeune Hyacinthe Rigaud fréquente son atelier en tant qu'ami et effectue son apprentissage auprès des tableaux de Van Dyck que Ranc possède.
Ranc travaille alors sur certains chantiers avec Jean de Troy (1638-1691), artiste toulousain fraîchement établi à Montpellier et futur directeur de l’Académie des Arts nouvellement créée.
Après la naissance de son premier fils, Jean, voit le jour en 1684 Guillaume qui sera également peintre. L’année suivante deux autres vont naître dont l’un, Jean-Baptiste, va occuper la fonction d'ingénieur du roi.
Il est admis en 1698 dans la Confrérie des Pénitents blancs de Montpellier. Il peint pour la chapelle Sainte-Foy huit médaillons en grisaille, deux dessus de porte, ainsi que deux tableaux du plafond, figurant des anges. Ces œuvres sont toujours en place. En revanche le grand tableau La Résurrection du Fils de la veuve de Naïm, peint pour le fond de la chapelle, disparaît durant la Révolution.
Au décès de Jean de Troy, Antoine Ranc est davantage sollicité afin de réaliser des tableaux religieux. Les chanoines de la cathédrale ont commandé au peintre toulousain, pour être placés de part et d'autre du tableau de Bourdon, une Guérison du paralytique et un Jésus remettant les clefs à Saint Pierre, avec la condition que ces œuvres s’inspirent de deux dessins de Nicolas Poussin.
Jean de Troy a le temps d'achever la première de ces immenses toiles mais, à sa mort, la seconde n’est qu’ébauchée. Antoine Ranc prend la suite, avec la collaboration du paysagiste Charmeton pour le fond de la scène.
Antoine Ranc est enterré en l'église Saint-Matthieu à Montpellier, à l'époque église du couvent des Dominicains.

## Œuvres
(Liste non exhaustive, classée par années croissantes de réalisation)
L'évêque de Montpellier Joachim Colbert de Croissy lui fait bénéficier d’un certain nombre de commandes pour des églises et des chapelles :
- [vers 1698]  Saint Augustin, huile sur toile, 187 × 87 cm, église paroissiale de la Présentation-du-Seigneur de Mauguio[3] ;
- [vers 1698]  Saint Jacques, huile sur toile, 187 × 87 cm, église paroissiale de la Présentation-du-Seigneur de Mauguio[4] ;
- [1699]  l'Apparition de l'ange à saint Joseph, huile sur toile, 190 × 150 cm, église Saint-Mathieu de Montpellier[5] ;
- [1701]  Calvaire ;
- [1701]  Christ en Croix avec la Vierge et saint Léonce ;
- [1701-1716]  Saint Jean de la Croix, huile sur toile, 250 × 176,5 cm, église Saint-Mathieu de Montpellier[6] ;
- [1702]  Saint Charles Borromée ;
- [1703]  Christ en croix avec la Vierge et saint Jean ;
- [1707]  Descente de croix ;
- [1710]  Saint Charles Borromée (variante).

D'autres ouvrages non datés sont encore à signaler : L'Apparition de l'ange à Saint-Joseph inspiré de Mignard dans l’église Saint-Mathieu, l’Apparition de Jésus aux trois Marie après sa Résurrection, autrefois dans l’église des Matelles, et divers portraits. Il achève aussi pour la cathédrale de Montpellier la partie basse de l'Ordre ou la remise des clefs à Saint Pierre commencé par Jean de Troy.

## Galerie

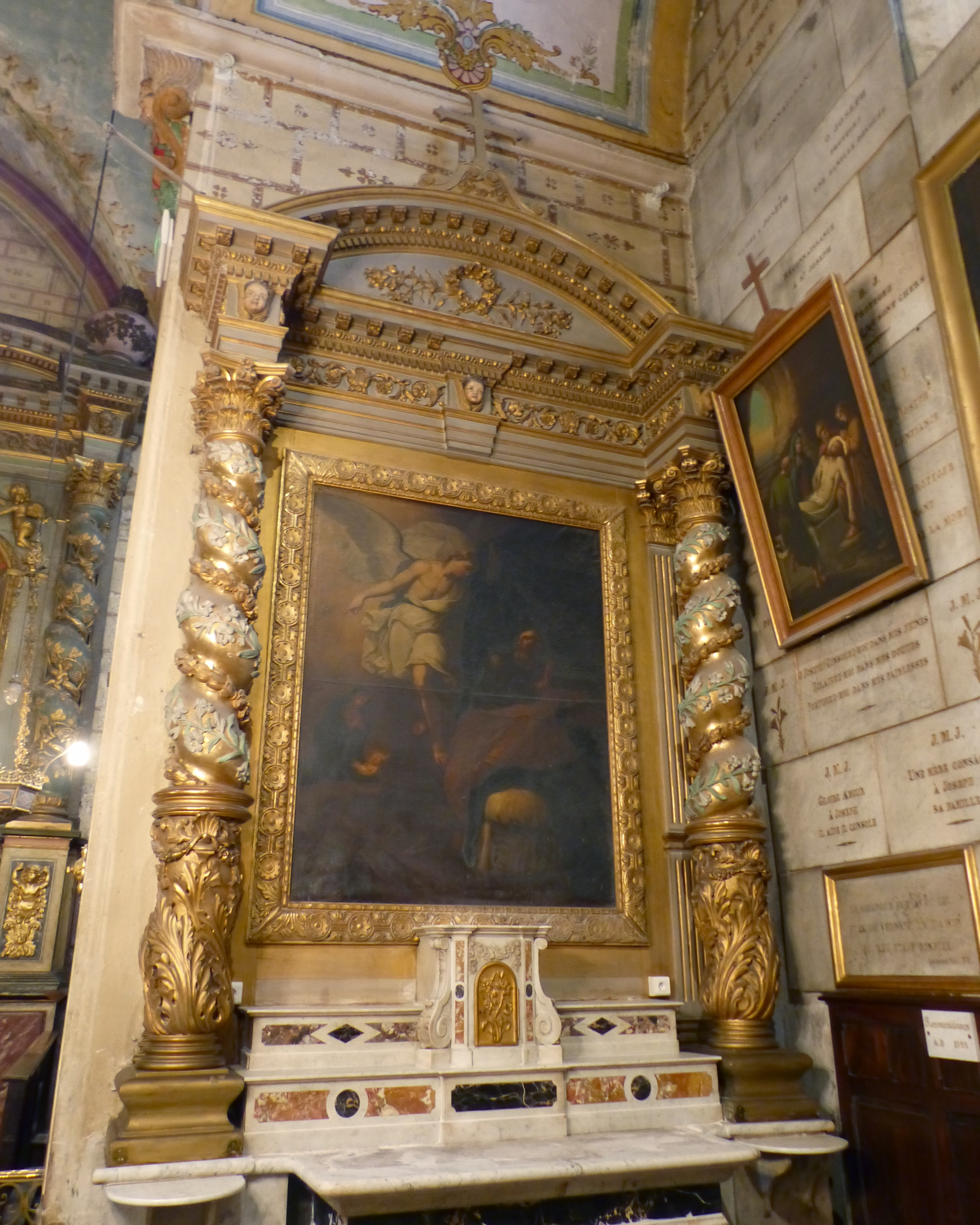
l'Apparition de l'ange à saint Joseph à l'église Saint-Mathieu de Montpellier.
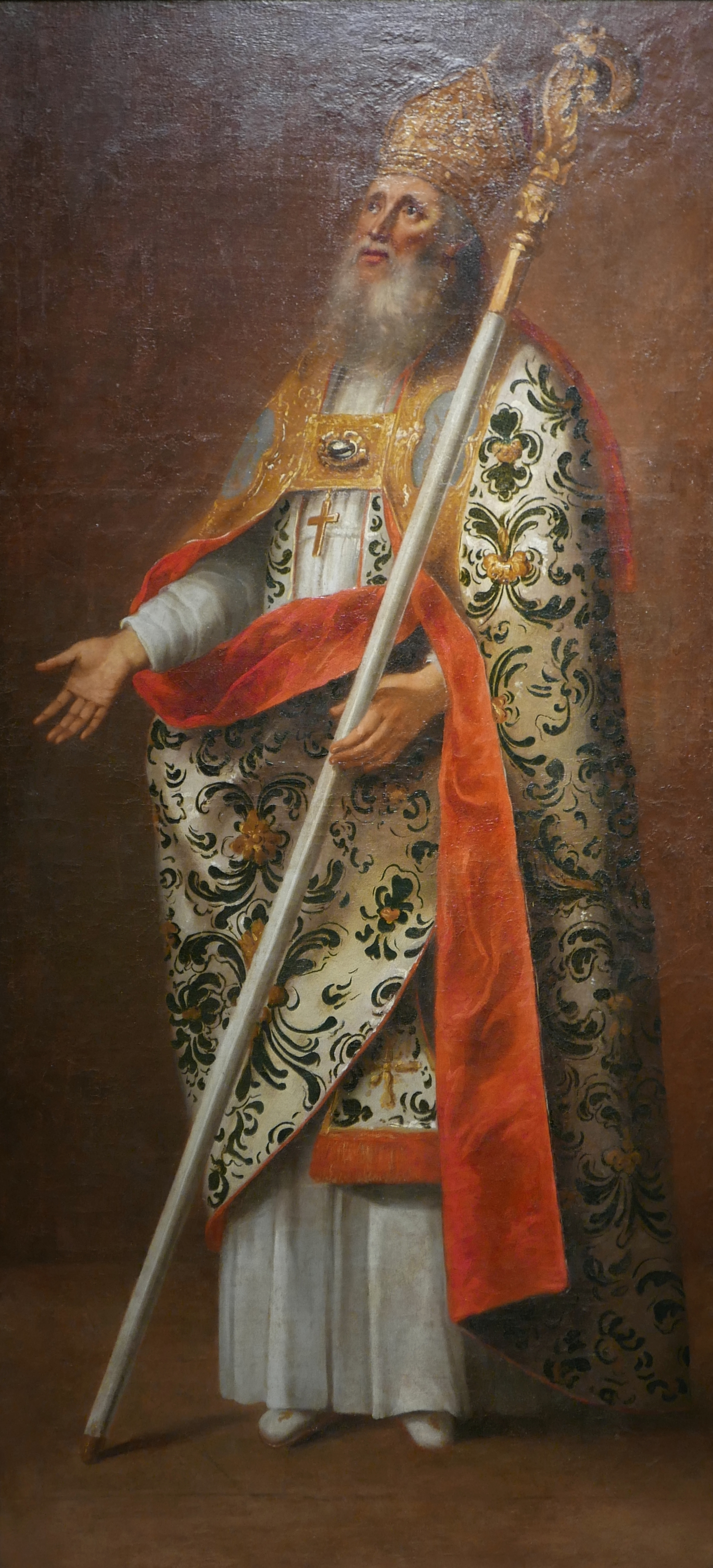
Saint Augustin (vers 1698).
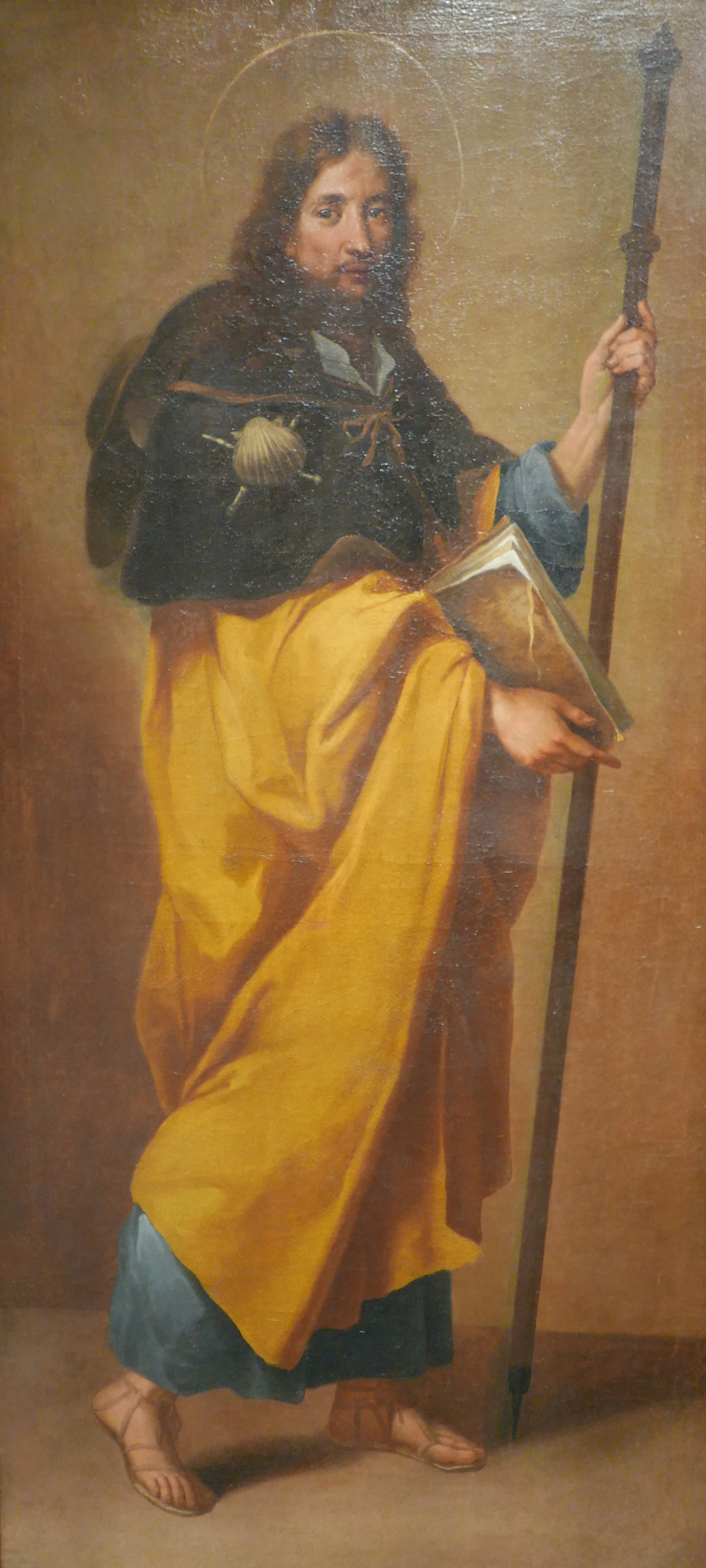
Saint Jacques (vers 1698).
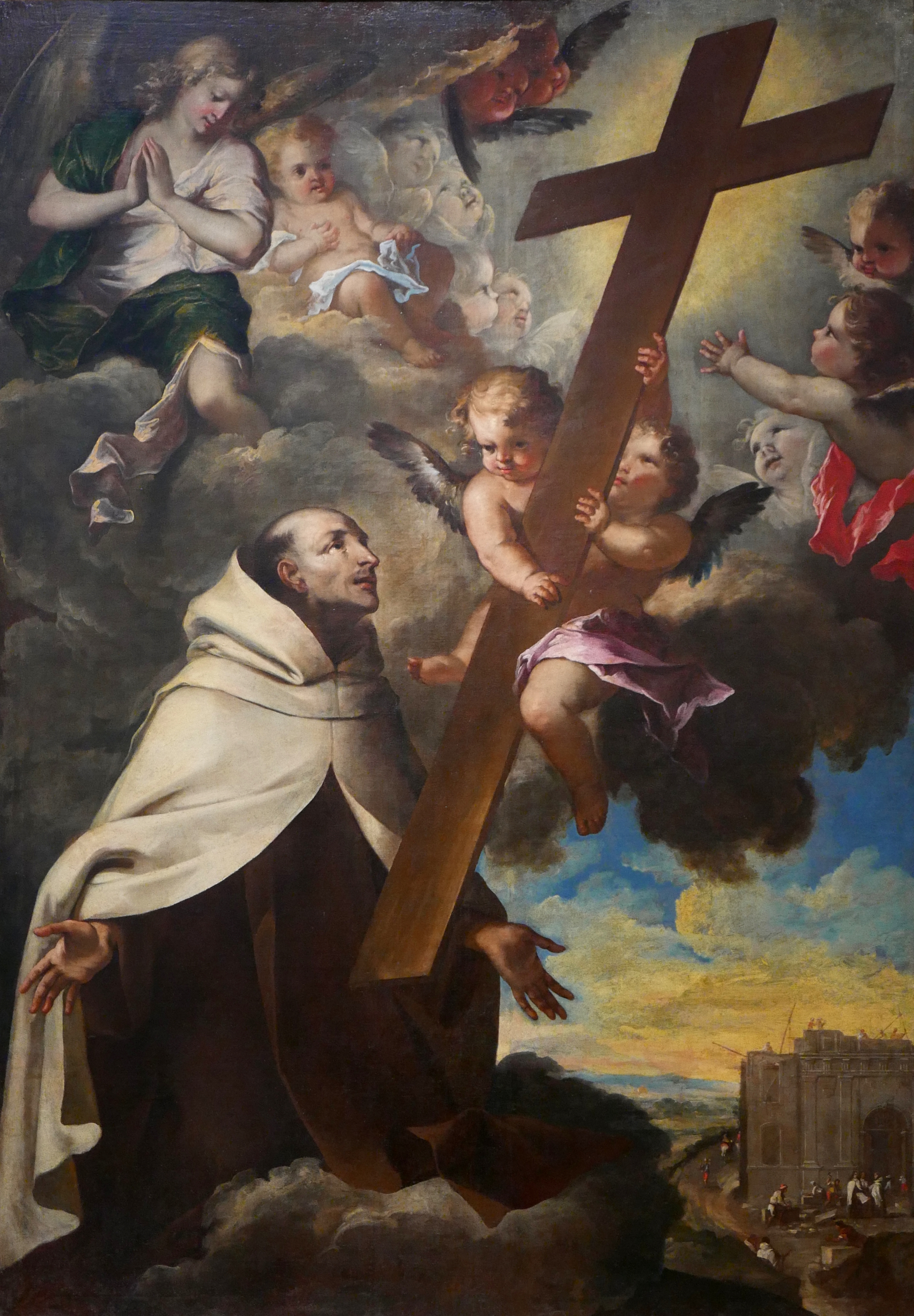
Saint Jean-de-la-Croix à l'église Saint-Mathieu de Montpellier.